# 李恵敬
李 恵敬（イ・ヘギョン、Lee Hye Gyeong、1960年 - ）は、韓国の小説家。忠清南道保寧郡（現: 保寧市）出身。

## 略歴
1960年、忠清南道保寧郡（現：保寧市）に生まれる。慶熙大学校国語国文学科卒業後、2年間高校教師を務めた。1982年、無気力な父を中心に起きる家族の葛藤と和解を描いた中篇小説『우리들의떨켜(私たちの離層)』を発表し、作品活動をスタートしたが、その後約10年間の作品活動は少なかった。1995年、長編『길 위의 집(道上の家)』で第19回今日の作家賞を受賞したことで注目を浴びた。
李の小説は、家族を中心素材として崩壊する現代の家族構造の中で利他的な愛に基づいた女性的共同体への志向を描いている。興味中心の叙事構造ではなく、堅実な文体を元に多彩なイメージと隠喩をみせるのが特徴である。

## 年譜
- 1960年、忠清南道保寧郡（現：保寧市）に生まれる[1]。
- 1995年、第19回今日の作家賞受賞。
- 1998年、第31回韓国日報文学賞受賞。
- 2002年、第47回現代文学賞受賞。
- 2002年、第3回李孝石文学賞受賞。
- 2004年、第17回ドイツ・リベラトゥール賞奨励賞受賞。
- 2006年、第13回梨樹文学賞（現二十一世紀文学賞）受賞。
- 2006年、第37回東仁文学賞受賞。

## 代表作品
- 1982年、우리들의 떨켜(私たちの離層) [3][4]
- 1995年、길 위의 집(道上の家)
- 1998年、떠나가는 배(流れる舟)、그집앞(その家の前)
- 2002年、고갯마루(峠)
- 2002年、꽃그늘 아래(花影の下)
- 2006年、피아간(彼我間)、틈새(隙間)
- 2012年、너없는그자리(あなたのいない場所)
- 2013年、그냥 걷다가 문득(ただ歩きながら突然)